# Булар-батира
Була́р-бати́ра (каз. Бұлар батыр) — село у складі Кордайського району Жамбильської області Казахстану. Входить до складу Сортобинського сільського округу.
У радянські часи село називалося Заїмка.
Населення — 3635 осіб (2021; 2567 у 2009, 1118 у 1999, 850 у 1989).